# Велика Хета
Велика Хета, Єлова (рос. Большая Хета) — річка в Азії, у північно-східній частині Західного Сибіру, протікає територією Західно-Сибірської рівнини, у північно-західній частини Красноярського краю Росії. Ліва притока Єнісею. Належить до водного басейну річки Єнісей → Карського моря.

## Географія
Витік річки Великої Хети (у верхів'ї має назву Єлова, укр. «Смерекова річка») починається з озера Єлового (Ческанама) в Туруханському районині, на висоті приблизно 125 м над рівнем моря, більш ніж за 100 км на північний захід від міста Ігарки. Тече на південь у звивистому руслі болотистою місцевістю Нижньоєнісейської височини Західно-Сибірської рівнини серед лісотундри. За кілька кілометрів від витоку річки Турухан різко повертає на північний захід, а потім на північ, протікає територією Таймирського Долгано-Ненецького району в сильно звивистому, місцями меандровому руслі. В нижній течії повертає на північ — північний схід і на висоті 2 м впадає у Єнісей (за 325 км від гирла Єнісею) з лівого берега, за 10 км на захід від поселення Мала Хета, навпроти селища Усть-Порт та за 75 км на захід — північний захід від міста Дудінка. Поблизу гирла ширина річки доходить до 570 метрів, при глибині до 4-х метрів і швидкості потоку — 0,2-0,3 м/с.
Довжина річки — 646 км. Площа басейну — 20700 км². Повне падіння рівня русла від витоку до гирла становить 123 м, що відповідає середньому похилу русла — 0,19 м/км.
Судноплавна від гирла до селища Тухард (47 км). Береги річки переважно круті, течія досить швидка. Замерзає в середині вересня, розкривається в кінці травня — на початку червня. У басейні річки близько 6 тис. озер.

## Назва
Назва, за однією з гіпотез, походить від етноніма кети (люди) — самоназви єнісейських кетів. Але є також гіпотеза, згідно з якою хета — спотворена форма від евенського: окат річка.